# 林肯 (安大略省)
林肯（英語：Lincoln）是加拿大安大略省東南部尼亞加拉區一鎮，坐落尼亞加拉半島北部，北面瀕臨安大略湖，東鄰聖凱瑟琳斯市，東南及皮拉姆鎮，西南臨西林肯鄉，西面則與格里姆斯比鎮為鄰。據2011年加拿大人口普查所示，林肯鎮內有22487名居民，而此鎮亦是聖嘉芙蓮斯-尼亞加拉瀑布城都會區的一部分。

## 歷史
現林肯鎮一帶本為中立原住民族（Neutral Nation）的聚居地，但易洛魁族則於1650年代向中立族宣戰，數年後中立族已全面撤離該帶。美國獨立戰爭後，大批效忠英王的十三州殖民遷居至上加拿大，當中雅各布·比姆（Jacob Beam）於1788年在此帶設立一個聚落，而該聚落亦以他命名為比姆斯維爾（Beamsville）。另一方面，部分賓夕法尼亞州門諾會信徒亦於1799年遷至此地，並建立佐敦（Jordan）和葡萄園（Vineland）兩座村落。葡萄園村内的第一門諾會教堂於1801年設立，為現加拿大境内歷史最悠久的門諾派教會。
1792年，上加拿大總督閃高（John Graves Simcoe）將該殖民地劃分成19個縣，此帶地域成為林肯縣一部分。林肯縣再細分為12個鄉（township），並以英格蘭林肯郡内的鄉鎮命名，當中包括現林肯鎮境内的克林頓鄉（Clinton）和婁斯鄉（Louth）。1970年1月1日，安大略省政府改革此帶地域的地方政府，林肯縣和威蘭縣（Welland County）合併成新的尼亞加拉區，而比姆斯維爾鎮、克林頓鄉和婁斯鄉約一半地域則合併成一個新的鎮級行政區，經鎮内居民投票後取名林肯鎮。（婁斯鄉的餘下地域則併入聖凱瑟琳斯市。）

## 交通
省級400系列高速公路伊利沙伯皇后道呈東西走向貫穿林肯鎮，並在鎮内設有三座交匯處，為來往多倫多、咸美頓、伊利堡和美國水牛城之間的要道。

## 外部連結
- 维基共享资源上的相關多媒體資源：林肯鎮
- （英文）Town of Lincoln （页面存档备份，存于）－林肯鎮政府官方網站